# Homoschema
Homoschema is een geslacht van kevers uit de familie bladkevers (Chrysomelidae).
De wetenschappelijke naam van het geslacht werd in 1950 gepubliceerd door Blake.

## Soorten
- Homoschema biscutatum Blanco & Duckett, 2001
- Homoschema blakeae Blanco & Duckett, 2001
- Homoschema cubensis Medvedev, 1993
- Homoschema furthi Blanco & Duckett, 2001
- Homoschema lineatum Blanco & Duckett, 2001
- Homoschema lingulatum Blanco & Duckett, 2001
- Homoschema pseudobuscki Blanco & Duckett, 2001
- Homoschema sasha Blanco & Duckett, 2001